# Seabraia sanguinicollis
Seabraia sanguinicollis là một loài bọ cánh cứng trong họ Cerambycidae.